# Perditorulus angustatus
Perditorulus angustatus är en stekelart som beskrevs av Christer Hansson 1996. Perditorulus angustatus ingår i släktet Perditorulus och familjen finglanssteklar. Inga underarter finns listade i Catalogue of Life.